# Vito Consoli
Vito Consoli (Martina Franca, 11 maggio 1941 – Taranto, 12 novembre 1989) è stato un politico italiano.